# Shigeru Takahashi
Shigeru Takahashi (高橋 茂, Takahashi Shigeru) est un footballeur international japonais. Il évoluait au poste d'attaquant.

## Biographie
Shigeru Takahashi reçoit deux sélections en équipe du Japon lors de l'année 1927, sans inscrire de but.